# برند باومگارت
برند باومگارت (انگلیسی: Bernd Baumgart؛ زادهٔ ۳ ژوئیهٔ ۱۹۵۵) قایقران روئینگ اهل آلمان بود.